# Charles de Valois, Công tước xứ Angoulême
Charles xứ Valois, Công tước xứ Angoulême (28 tháng 4, năm 1573 - 24 tháng 9, năm 1650), là một người con ngoại hôn của Charles IX của Pháp và tình nhân Marie Touchet, sinh ra tại Lâu đài de Fayet ở Dauphiné. 

## Tiểu sử
Trước khi trút hơi thở cuối cùng vào năm 1574, Charles IX đã gửi gắm con mình (Angoulême) cho Henri III, em trai và cũng là người thừa kế ngôi vua Pháp, và Henrie III đã thực hiện trọn vẹn sự gửi gắm đó.  Sau khi Charles IX chết, Marie Touchet lấy Francois de Balzac, Hầu tước của Entragues. Một trong các con gái của Marie, Henriette, Nữ hầu tước của Verneuil, về sau là một trong các tình nhân của Henrie IV của Pháp.
Charles de Valois được dạy dỗ cẩn thận và được sắp xếp để theo Dòng Malta. Vừa bước sang tuổi mười sáu, cậu đã giành được một trong những phẩm cấp cao nhất của Dòng.